# Лактиње
Лактиње (мкд. Лактиње) је насеље у Северној Македонији, у западном делу државе. Лактиње припада општини Дебарца.

## Географија
Насеље Лактиње је смештено у западном делу Северне Македоније. Од најближег града, Охрида, насеље је удаљено 36 km северно.
Лактиње се налази у историјској области Дебарца, која обухвата слив реке Сатеске и са изразитим планинским обележјем. Насеље је смештено у горњем делу области. Западно од насеља издиже се планина Караорман, а источно се тло спушта у долину Сатеске. Надморска висина насеља је приближно 940 метара.
Клима у насељу је планинска.

## Становништво
Лактиње је према последњем попису из 2002. године имало 82 становника. 
Већину становништва чине етнички Македонци (99%), а остало су Срби.
Већинска вероисповест је православље.